# Bemlos macromanus
Bemlos macromanus är en kräftdjursart som beskrevs av Robert Alan Shoemaker 1925. Bemlos macromanus ingår i släktet Bemlos och familjen Aoridae. Inga underarter finns listade i Catalogue of Life.